# Deutschland-Rundfahrt 1950
| Endstand nach der 17. Etappe |                        |                           |
| Sieger                       | Roger Gyselinck        | 111:14:51 h (34,730 km/h) |
| Zweiter                      | Matthias Pfannenmüller | + 7:44 min                |
| Dritter                      | Otto Schenk            | + 11:29 min               |
| Vierter                      | Reinhold Steinhilb     | + 22:15 min               |
| Fünfter                      | Harry Saager           | + 23:35 min               |
| Sechster                     | Roger De Corte         | + 25:35 min               |
| Siebter                      | Günter Bintner         | + 35:50 min               |
| Achter                       | Heinz Müller           | + 38:37 min               |
| Neunter                      | Werner Richter         | + 39:27 min               |
| Zehnter                      | Roger Aeschlimann      | + 41:17 min               |
| Bergwertung                  | Désiré Keteleer        | 22 P.                     |
| Zweiter                      | Roger Gyselinck        | 21 P.                     |
| Dritter                      | Heinz Müller           | 16 P.                     |

Die Deutschland-Rundfahrt, eine Vorgängerin der späteren Deutschland Tour, wurde vom 12. bis 31. August 1950 ausgetragen. Sie führte von Hannover über 3863,3 Kilometer zurück nach Hannover. Bei 18 Etappen gab es drei Ruhetage.
Es gingen 60 Fahrer, darunter 17 ausländische, in sieben Werksteams bzw. als Einzelfahrer an den Start. Das Ziel erreichten 40 Starter, wobei der Sieger die Distanz mit einem Stundenmittel von 34,730 km/h zurücklegte. Als Mannschaften starteten:
- Bauer
- Bismarck
- Dürkopp
- Express
- Heidemann
- Patria WKC
- Rabeneick

Dadurch, dass der internationale Radsportverband UCI den westlichen Teil Deutschlands als vollständiges Mitglied akzeptiert und aufgenommen hatte, war es deutschen Rennfahrern wieder gestattet an internationalen Rennen teilzunehmen. Zudem durften an Rennen in Deutschland auch wieder internationale Fahrer starten. So engagierten die sieben Teams insgesamt 17 Fahrer. Am Ende sicherte sich mit dem Belgier Roger Gyselinck erstmals ein ausländischer Fahrer das wieder ganz in weiß gehaltene Trikot und damit auch den Gesamtsieg. Désiré Keteleer machte mit seinem Sieg beim Bergpreis den belgischen Triumph komplett.

## Etappen
| Etappen        | Tag        | Start – Ziel                 | km       | Etappensieger      | Gesamterster           |
| -------------- | ---------- | ---------------------------- | -------- | ------------------ | ---------------------- |
| 1. Etappe      | 12. August | Hannover – Bielefeld         | 268,3    | Roger De Corte     | Roger De Corte         |
| 2. Etappe      | August     | Bielefeld – Bocholt          | 235      | Heinrich Schwarzer | Heinrich Schwarzer     |
| 3. Etappe      | August     | Bocholt – Aachen             | 214,7    | Hans Hörmann       | Matthias Pfannenmüller |
| 4. Etappe      | August     | Aachen – Gießen              | 290      | Roger Gyselinck    | Hermann Schild         |
| 5. Etappe      | August     | Gießen – Zweibrücken         | 248,5    | Désiré Keteleer    | Hermann Schild         |
| 6. Etappe      | August     | Zweibrücken – Stuttgart      | 200      | Günther Pankoke    | Hermann Schild         |
| 7. Etappe      | August     | Stuttgart – Durlach          | 219      | Heinz Müller       | Hermann Schild         |
| 8. Etappe      | August     | Durlach – Waldshut           | 242      | Désiré Keteleer    | Matthias Pfannenmüller |
| 9. Etappe      | August     | Waldshut – Konstanz          | 195      | Roger Gyselinck    | Roger Gyselinck        |
| 10. Etappe     | August     | Konstanz – Augsburg          | 269,9    | Jean Breuer        | Roger Gyselinck        |
| 11. Etappe     | August     | Augsburg – Bad Reichenhall   | 293,3    | Fritz Siefert      | Roger Gyselinck        |
| 12. Etappe     | August     | Bad Reichenhall – Regensburg | 217,4    | Edward Peeters     | Roger Gyselinck        |
| 13. Etappe (a) | August     | Regensburg – Neumarkt        | 103,4    | Désiré Keteleer    | Roger Gyselinck        |
| 13. Etappe (b) | August     | Neumarkt – Nürnberg          | 35 (EZF) | Roger Gyselinck    | Roger Gyselinck        |
| 14. Etappe     | August     | Nürnberg – Schweinfurt       | 221,8    | Heinz Zoll         | Roger Gyselinck        |
| 15. Etappe     | August     | Schweinfurt – Kassel         | 216      | Heinz Müller       | Roger Gyselinck        |
| 16. Etappe     | August     | Kassel – Einbeck             | 221      | Désiré Keteleer    | Roger Gyselinck        |
| 17. Etappe     | 31. August | Einbeck – Hannover           | 173      | Alphonse Deledda   | Roger Gyselinck        |